# HP-32S

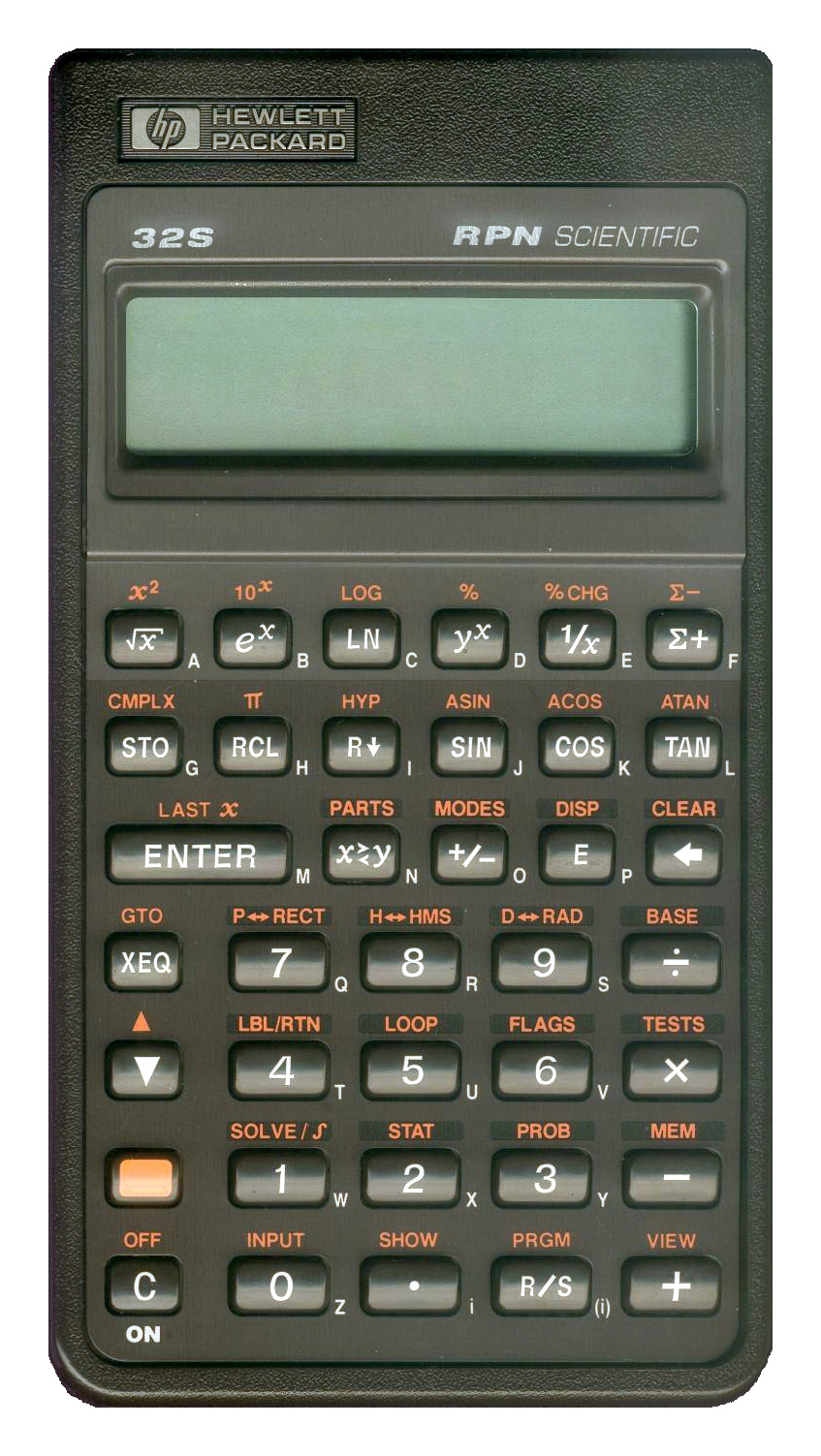
HP-32S

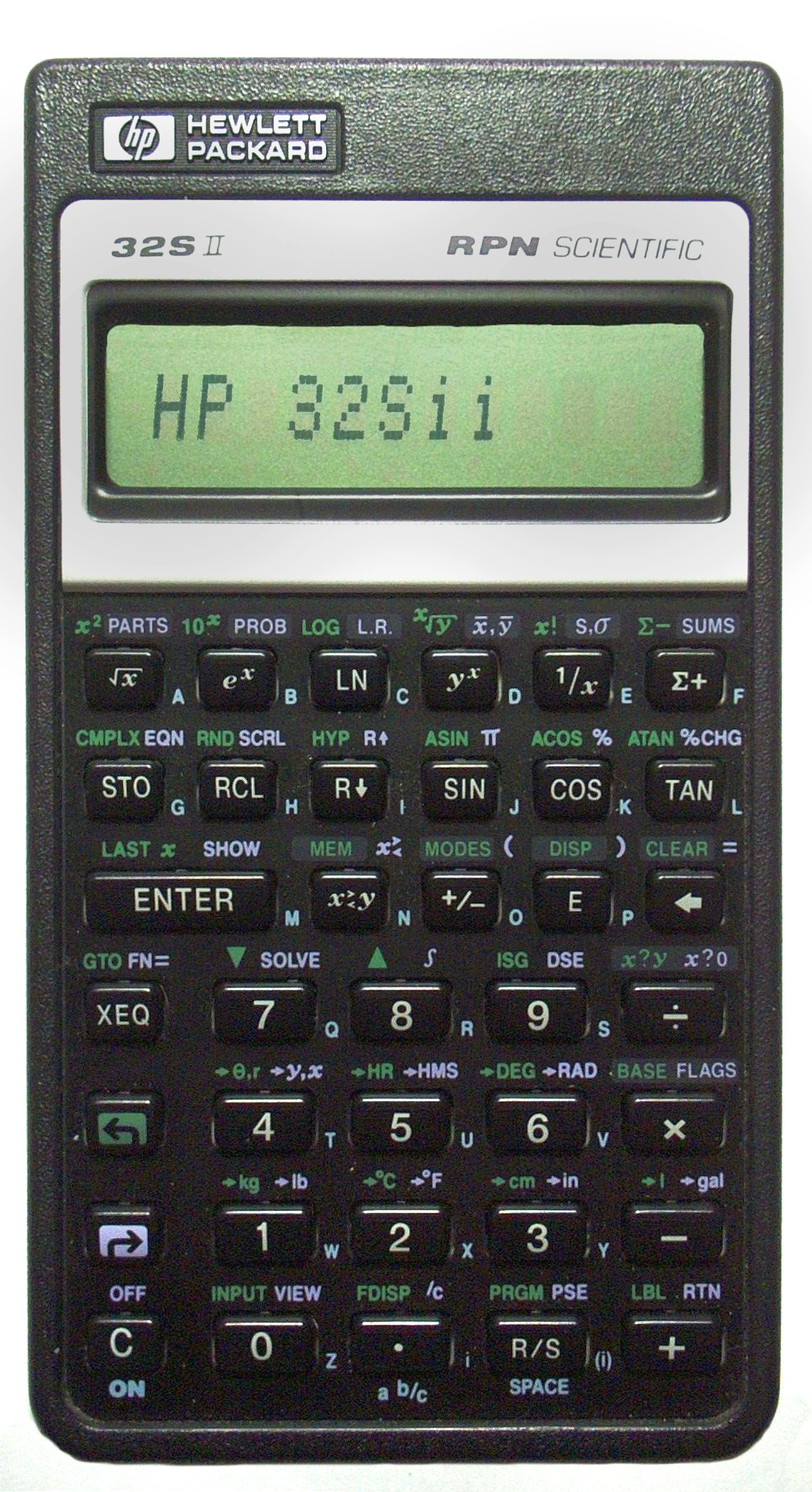
HP-32SII

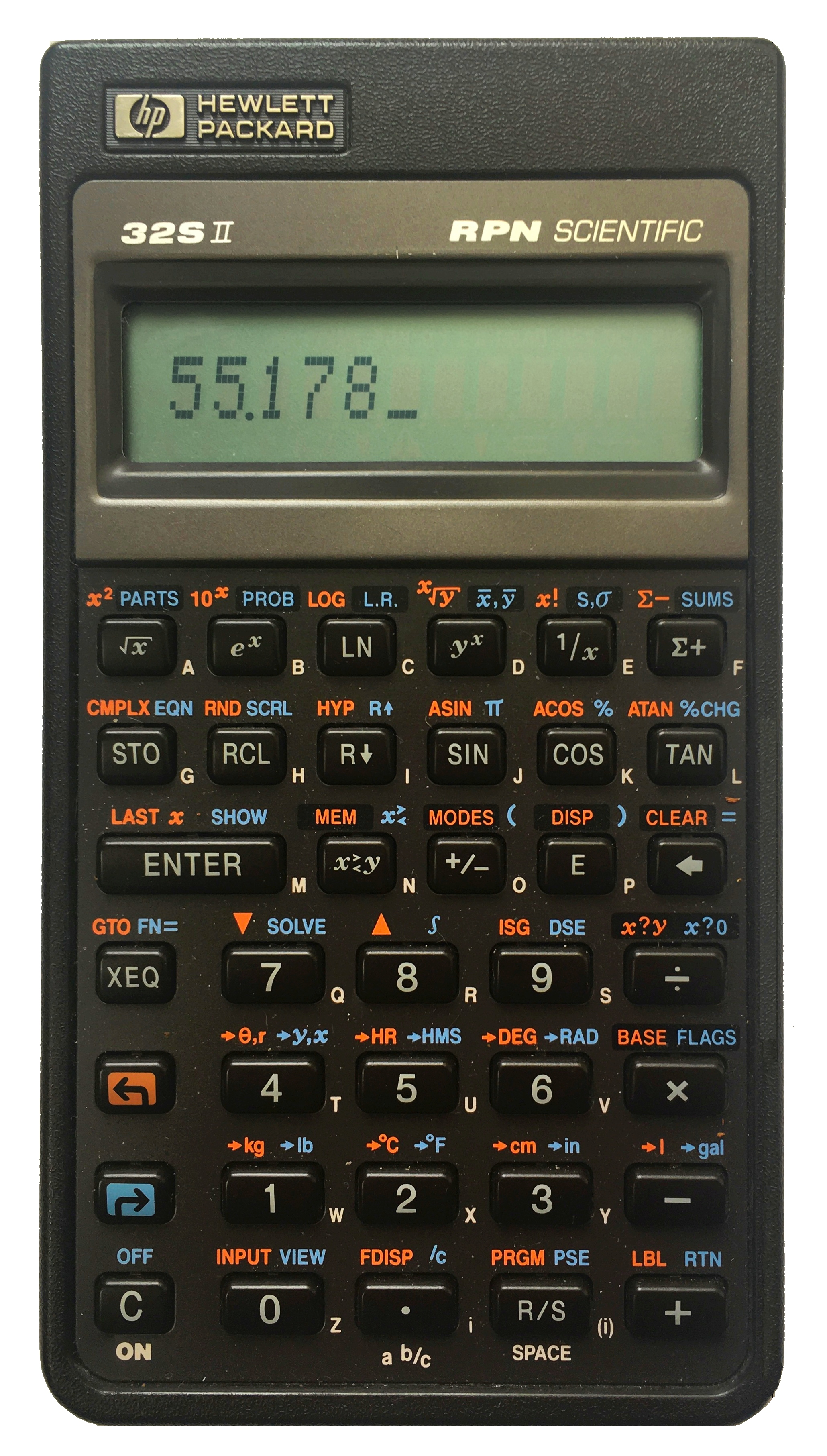
HP-32SII

La HP-32S est une calculatrice programmable, effectuant les calculs en notation polonaise inverse, de la gamme Pioneer. Elle a été commercialisée par Hewlett-Packard entre juin 1988 et 1991. Elle a été suivie par la HP-32SII entre mars 1991 et 2002, et plus récemment par la HP-33s et la HP-35s, proches en fonctionnalités bien que visuellement très différentes, et disposant d'une quantité de mémoire plus importante, passant de 384 octets à 30 kilooctets.
La HP-32SII permet notamment la résolution d'équations, le calcul d'intégrales, le calcul avec les nombres complexes et avec les fractions, et les calculs statistiques sur une ou deux variables. Comme la HP-32S, elle possède une pile à quatre niveaux (nommés souvent X, Y, Z, T). Elle ajoute cependant la possibilité de calculer en notation algébrique, pour les équations.
La calculatrice est dotée d'un microprocesseur 4 bits Saturn, d'une capacité de mémoire vive de 512 octets dont 384 utilisables par les variables numériques et par les programmes. Elle est alimentée par trois piles « bouton » LR44.
Chez Hewlett-Packard, ces calculatrices avaient pour nom de code Leonardo (HP-32S) et Nardo (HP-32SII).